# إكناث إيسواران
كان إكناث إيسواران (17 ديسمبر 1910- 26 أكتوبر 1999) معلمًا روحيًا هندي المولد، وأديبًا ومترجمًا ومفسرًا للنصوص الدينية الهندية مثل البهاغافاد غيتا والأبانيشاد.
كان إيسواران مدرسًا للأدب الإنجليزي في جامعة ناغبور في الهند، وفي 1959 جاء إلى الولايات المتحدة بصفة باحث ضمن برنامج فولبرايت في جامعة كاليفورنيا (بركلي) حيث درّس فصولًا في التأمل. في 1961، أسس مركز الجبل الأزرق للتأمل ومطبعة نيلغيري، وكان مقرها في شمال كاليفورنيا. نشرت مطبعة نيلغيري أكثر من ثلاثين كتابًا من تأليفه.
كان إيسواران متأثرًا بمهاتما غاندي، الذي التقاه عندما كان شابًا. طور إيسواران طريقة في التأمل –التكرار الصامت في الذهن للمقاطع الملهمة المحفوظة من التقاليد الروحية والدينية الكبرى في العالم- والتي صارت تُعرف لاحقًا باسم التأمل بالمقاطع النصية.

## سيرته
وُلد إكناث إيسواران في 1910 بقرية كيرلا في الهند. إكناث هو اسم عائلته، واسمه الأول إيسواران. ربّته والدته، وجدّته لأمه التي أجلّها باعتبارها معلمته الروحية، وتلقى تعليمه في قريته الأم حتى عمر السادسة عشرة، وقتما ارتاد كلية سانت توماس بتريشور، وهي كلية كاثوليكية تبعد خمسين ميلًا. اكتسب فيها تقديرًا عميقًا للتقليد المسيحي. تخرج في جامعة ناغبور بتخصصي اللغة الإنجليزية والقانون. شغل منصب مدرس للغة الإنجليزية في جامعة ناغبور.
في 1959، جاء إلى الولايات المتحدة بصفة باحث ضمن برنامج فولبرايت بجامعة كاليفورنيا (بركلي).
منذ 1960، أعطى دروسًا في التأمل بمنطقة خليج سان فرانسيسكو. التقى زوجته كريستين في إحدى جلسات الحوار هذه. أسس مع زوجته مركز الجبل الأزرق للتأمل في 1961. بعد إقامة دامت أربع سنوات في الهند، عاد إلى منطقة الخليج في 1965.
في 1970، أسس راماغيري أشرام باعتباره مجتمعًا للأتباع المخلصين في مقاطعة مارين. 
أسس خدمة نشر هي مطبعة نيلغيري، والتي طبعت كتابه الأول، غاندي الإنسان، الذي يقص قصة غاندي بصفته قائدًا روحيًا وسياسيًا كذلك. عمله الأساسي الأول كان تعليقه ذا الأجزاء الثلاثة على البهاغافاد غيتا، البهاغافاد غيتا للحياة اليومية، وطُبع أول جزء منه في 1975 والأخير في 1984. ظهر كتابه التأمل في برنامج التأمل والتخصصات المرتبطة به الذي طوره لأول مرة في 1978.
بحلول عام 2018، كانت أساليب إيسواران في الممارسة الروحية محط تركيز برنامجي بحث علمي كبيرين أنتجا ثلاثين تقريرًا بحثيًا محكمًا.

## أعماله المنشورة
يمكن تصنيف أعمال إيسواران المكتوبة في عدة تصنيفات رئيسة، وهي كتب في معظمها، لكن فيها أيضًا مقالات في الصحف ومنشورات دورية أخرى. تلقى معظم أعماله مراجعات في منشورات أو مواقع ذات توجه روحي، أو في وسائل إعلام معروفة وطنيًا مثل النيويوركر ونيويورك بوست.
إضافة إلى ذلك، نُشر عدد كبير من حوارات إيسواران المسجلة في صيغ فيديوية وصوتية.

### ترجماته
حظيت ترجمات إيسواران لبهاغافاد غيتا، وأبانيشاد، ودامابادا (انظر المقال) باستحسان النقاد. ذكر الناشر أن الباحث الديني هيوستون سميث كتب: «لا أحد في العصر الحديث مؤهل أكثر –لا، فلنجعل ذلك مؤهلًا بالقدر نفسه- لترجمة هذه الكلاسيكيات التأريخية للروحانية الهندية من من إكناث إيسواران. والسبب واضح. من المستحيل سبر أغوار هذه الكلاسيكيات إلا إن عاشها المرء، وهو عاشها. إعجابي بالرجل وأعماله لا حدود له». في البوذية: مقدمة موجزة، كتب سميث وشريكه في التأليف فيليب نوفاك أن: «ترجمتنا المفضلة لإكناث إيسواران هي الدامابادا. إرثه الهندي، ومواهبه الأدبية، وأحاسيسه الروحية... تنتج تقديمًا أرقى لكلمات بوذا، التي تتلألأ سطرًا بعد سطر بثقة هادئة وواثقة. والمقدمة البراقة المؤلفة من 70 صفحة عن حياة بوذا وتعاليمه مكافأة.
منذ 2009، كانت ترجمات إيسواران الثلاثة «أكثر الترجمات لهذه النصوص مبيعًا في الولايات المتحدة الأمريكية». في عام 2016 بالولايات المتحدة، تجاوزت كل من ترجمات إيسواران ثاني أكثر الترجمات مبيعًا في تصنيفها «بأكثر من ثلاثة أرباع إلى ربع»، وباعت الطبعات الثانية معًا أكثر من 470.000 نسخة.

### شروحاته
يفسر جوهر الأبانيشاد (انظر المقال)، وعنوانه الأصلي حوار مع الموت: السيكولوجيا الروحية للكاثا أبانيشاد، كيف يعتنق الكاثا أبانيشاد الأفكار الأساسية للروحانية الهندية في سياق رحلة أسطورية قوية هي قصة بطل شاب يجازف بالذهاب إلى أرض الموت بحثًا عن الخلود. «جوهر الأبانيشاد دليل غربي إلى هذا النص الهندي وصلته الحديثة بالعقلية والروحانية الهنديتين».
في جوهر البهاغافاد غيتا، يضع إيسواران تعاليم الغيتا في سياق عصري ويعلق على رؤية الغيتا لطبيعة الواقع، ووهم الانفصال، والبحث عن هوية، ومعنى اليوغا، وكيفية علاج اللاوعي. يعرض الكتاب الرسالة الرئيسة للغيتا على أنها كيفية حل صراعاتنا والعيش في وئام مع وحدة الحياة العميقة، من خلال ممارسة التأمل والتمرينات الروحية.
في جوهر الدامابادا، يعلق إيسواران على الدامابادا، فيقول إنها منسوبة إلى بوذا نفسه، ويقدمها على أنها دليل يعطي تعاليمًا مباشرة عن المثابرة الروحية والتقدم والتنوير.

### كتب عن التأمل
يصف كتابه التأمل بالمقاطع النصية (وعنوانه الأصلي التأمل) البرنامج ثماني النقاط الذي طوره إيسواران، في حين يتعمق كتابه غزو الدماغ أكثر في ممارسة هذه التمارين في الحياة اليومية. الحكمة الخالدة كتاب مرافق للتأمل بالمقاطع النصية ويتضمن مقاطعًا للتأمل مستمدة من تقاليد روحية من مختلف أرجاء العالم. يتناول كتابه كتيّب المانترا: دليل عملي لاختيار المانترا الخاصة بك وتهدئة عقلك المانترا، النقطة التالية في البرنامج.
كتابه القوة في العاصفة مقدمة إلى المانترا، ويتضمن قصصًا عديدة وأمثلة عملية ليساعد القارئ على تعلم كيفية تسخير الموارد الداخلية للتعامل مع التحديات في الحياة اليومية. يستكشف كتابه خذ وقتك «الإبطاء» و «الانتباه ذا الاتجاه الواحد» في الحيوات اليومية. التجديد كتاب جيبي من قراءات قصيرة عن موضوعات مثل العلاقات المحبة، وتربية الأطفال، والعيش ببساطة، والتقدم في العمر بحكمة؛ أما الصبر، ثاني سلسلة الكتب الجيبية، فيظهر كيفية تنمية الصبر -«زينة الشجاع»- في أي عمر. تصف كتب أخرى (أقدم) جوانب مختلفة من قيادة الحياة الروحية: تسلق الجبل الزرق، وكون متعاطف، وبلاد غير مكتشفة.